# Dieter Rams
Dieter Rams, född 20 maj 1932 i Wiesbaden, är en av de mest inflytelserika inom produktdesign i efterkrigstidens Tyskland.

## Biografi
Dieter Rams växte upp i Wiesbaden. Föräldrarna skildes när han var barn. Han har berättat om hur han upplevde krigsslutet våren 1945. I mars 1945 upphörde bombningarna och amerikanerna kom till staden. Rams studerade efter andra världskriget arkitektur vid Werkkunstschule Wiesbaden men på inrådan av sin far utbildade han sig även till snickare. 1953-1955 arbetade han på Otto Apels arkitektkontor ABB. Han började sedan på Braun i rollen som inredningsarkitekt men gick senare över till formgivning. Han arbetade även som möbelformgivare för Otto Zapf med firman Vitsoe + Zapf som 1969 blev Vitsoe. Bland annat tog Rams fram hyllsystemet 606 och fåtöljprogrammet 620. 
Dieter Rams är mest känd för sin formgivning för hemelektronikföretaget Braun AG där han började arbeta 1955 och mellan 1961 och 1995 var han företagets chefsdesigner.  Rams tog bland annat tillsammans med Hans Gugelot och Wilhelm Wagenfeld fram den bauhausinspirerade kombinerade radio-skivspelaren Braun SK 4 med glasklart plexiglaslock. Det var ett helt nytt designgrepp i en tid då radioapparaternas hölje var av högglanspolerade bruna träslag. Braun-apparaten blev en stor succé och hamnade genast i den permanenta utställningen på Museum of Modern Art i New York. Produkter formgivna av Rams blev även utställda på documenta III i Kassel. 

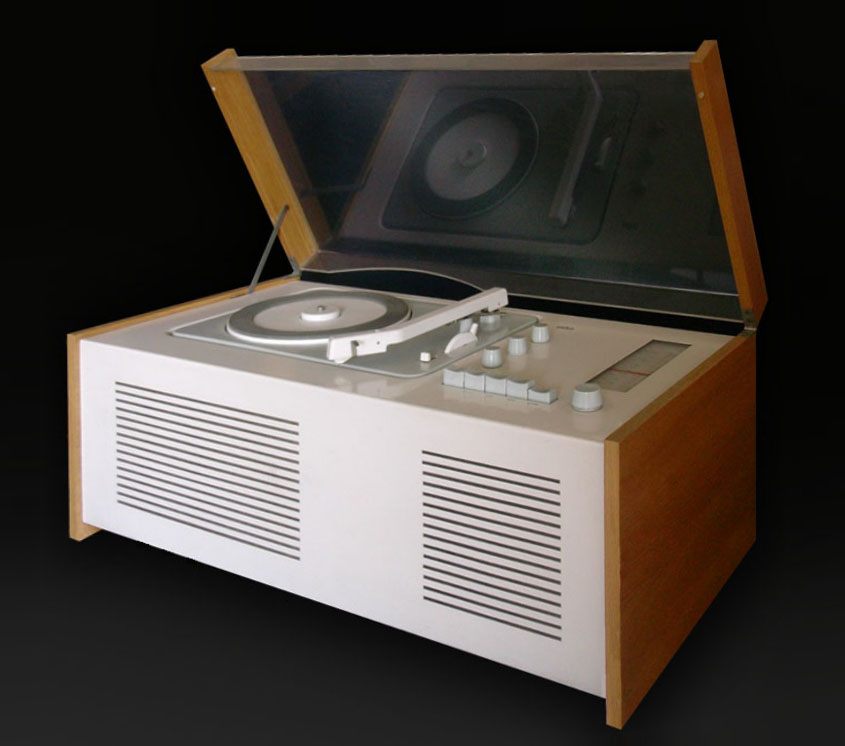
SK 61
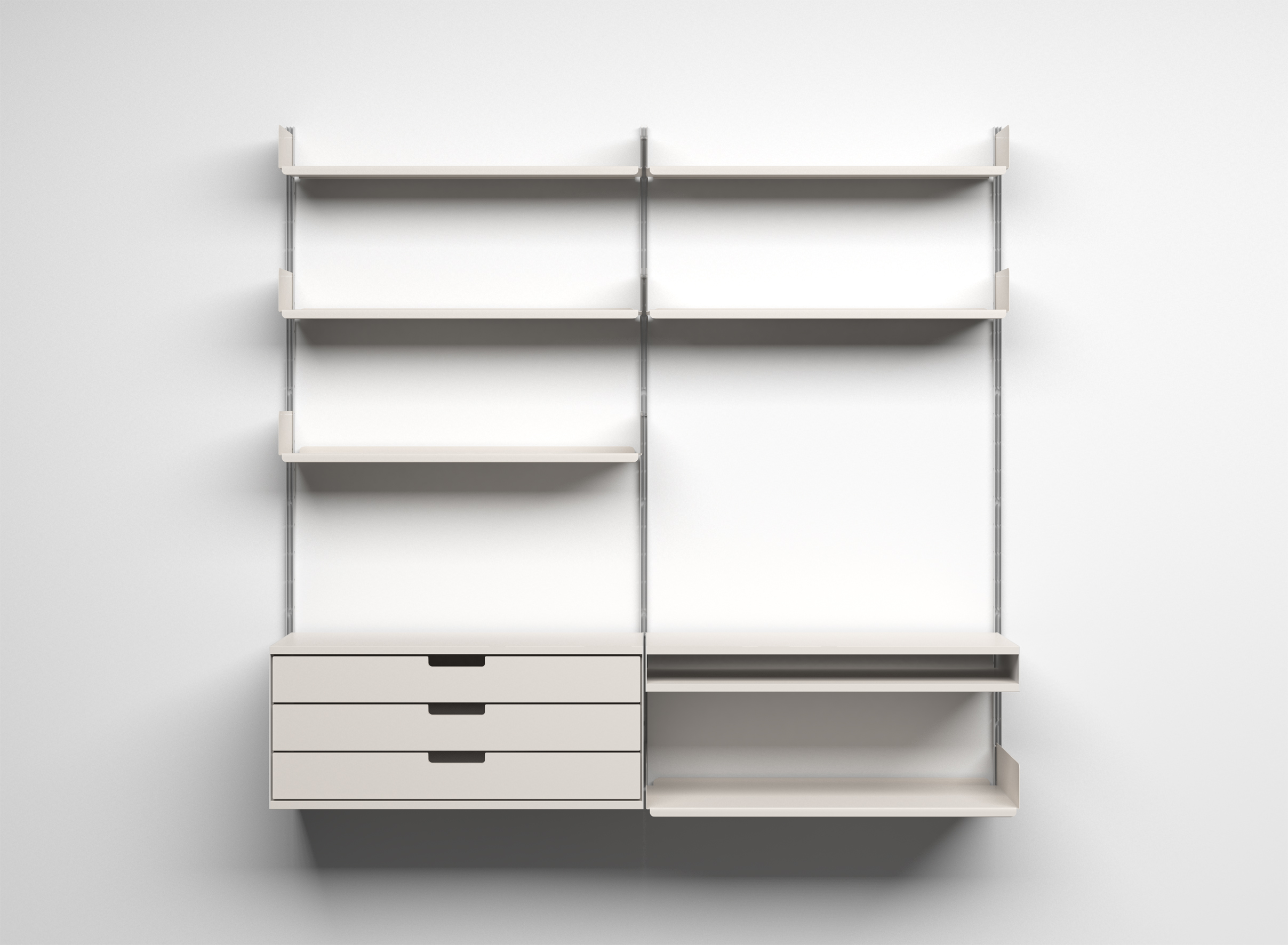
Hyllsystemet 606, 1960
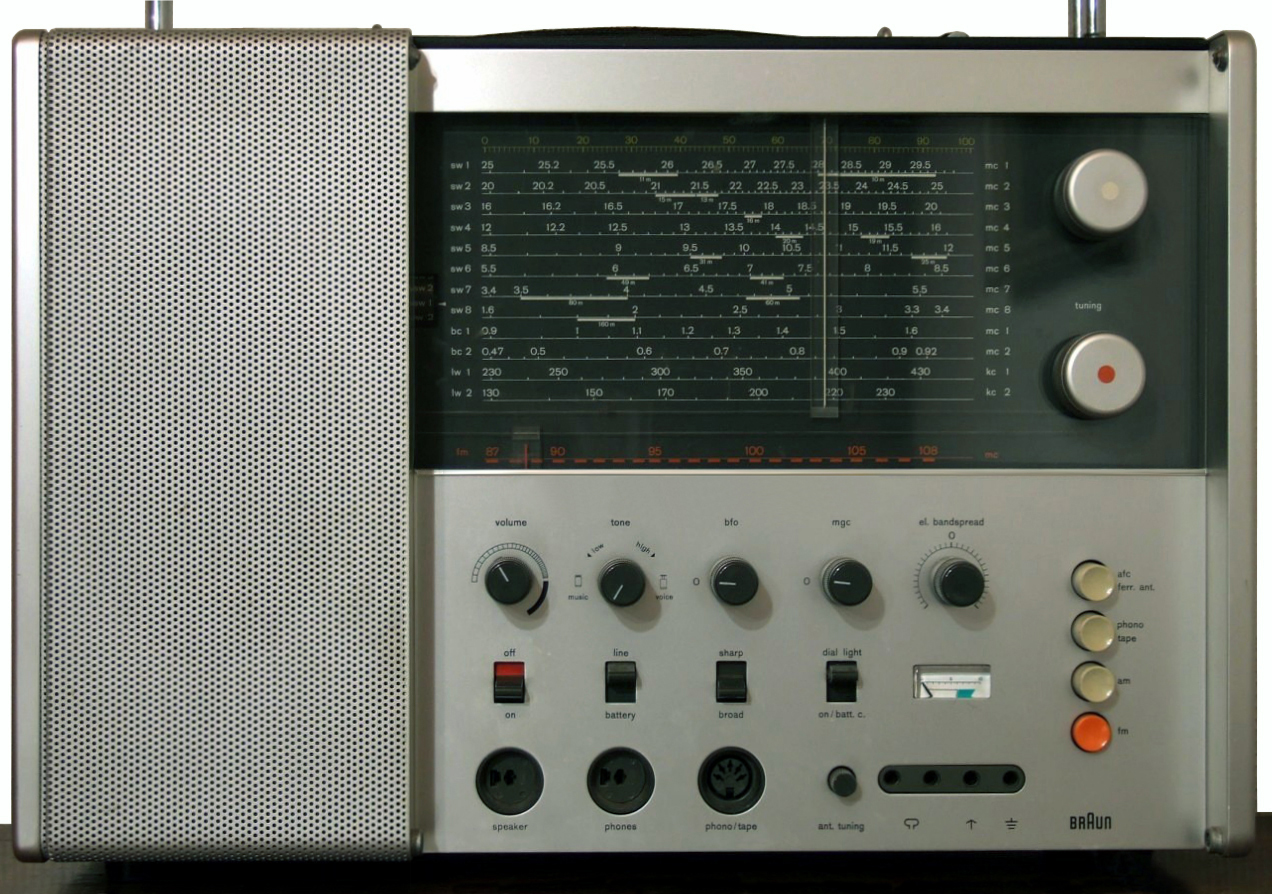
T 1000, 1963 T 1000 CD, 1968
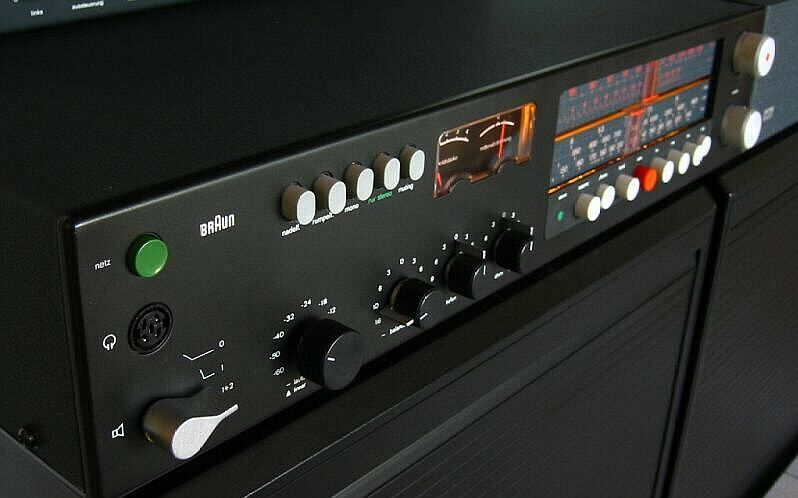
510

Rams har själv lyft fram arbetet på Braun som ett grupparbete tillsammans med sina kollegor på formgivningsavdelningen. Rams lade på 1970-talet fram tio teser för vad god form kännetecknas av. Han har också haft slagordet "mindre men bättre" där han vill att god formgivning ska hålla länge, han vänder sig mot slit-och-släng-samhället. Rams formgivning har uppmärksammats genom flera utställningar, bland annat Dieter på Internationales Design Zentrum i Berlin (1980), Mehr oder weniger: Braun-Design im Vergleich på Museum für Kunst und Gewerbe i Hamburg (1990) och Modular World på Vitra Design Museum (2016). 2019 ägde utställningen Dieter Rams: Principled Design rum på Philadelphia Museum of Art.
1981 blev Rams professor för industridesign vid Hochschule für bildende Künste i Hamburg. Han fick många internationella utmärkelser och 1991 blev han hedersdoktor vid Royal College of Art i London. Hans formgivning har bland annat varit förebild för Apples produktdesign under ledning av Jonathan Ive.
Dieter Rams finns representerad vid bland annat Nationalmuseum
Röhsska museet, Tekniska museet, Norsk Teknisk Museum, Drammens Museum, Victoria and Albert Museum, British Museum, Museum Boijmans Van Beuningen, Metropolitan Museum, Vitra Design Museum, San Francisco Museum of Modern Art, Museum of Modern Art och Philadelphia Museum of Art.